# Sindaci di San Diego

## Lista dei sindaci
Partiti politici:

  Indipendente
  Whig
  Partito dei Lavoratori
  Repubblicano
  Democratico
Stato:

  Sindaco facente funzioni
| N.                | Foto              | Sindaco                      | Carica           | Carica                       | Mandato                 |
| N.                | Foto              | Sindaco                      | Inizio           | Termine                      | Mandato                 |
| ----------------- | ----------------- | ---------------------------- | ---------------- | ---------------------------- | ----------------------- |
| 1                 |                   | Joshua H. Bean               | 17 giugno 1850   | 14 gennaio 1851              | 1 (1850)                |
| 2                 |                   | David B. Kurtz               | 14 gennaio 1851  | 10 gennaio 1852              | 1                       |
| 3                 |                   | George P. Tebbetts           | 10 gennaio 1852  | 28 febbraio 1852             | 1⁄2                     |
| Board of Trustees | Board of Trustees | Board of Trustees            | 28 febbraio 1852 | 3 gennaio 1888               | —                       |
| 4                 |                   | William Jefferson Hunsaker   | 3 gennaio 1888   | 13 novembre 1888 (Dimessosi) | 1⁄2 (1887)              |
| —                 |                   | Martin D. Hamilton           | 13 novembre 1888 | 6 maggio 1889                | —                       |
| 5                 |                   | Douglas Gunn                 | 6 maggio 1889    | 4 maggio 1891                | 1 (1889)                |
| 6                 |                   | Matthew Sherman              | 4 maggio 1891    | 1 maggio 1893                | 1 (1891)                |
| 7                 |                   | William H. Carlson           | 1 maggio 1893    | 3 maggio 1897                | 1 (1893)                |
| 7                 | 2 (1895)          | William H. Carlson           | 1 maggio 1893    | 3 maggio 1897                |                         |
| 8                 |                   | Daniel C. Reed               | 3 maggio 1897    | 1 maggio 1899                | 1 (1897)                |
| 9                 |                   | Edwin M. Capps               | 1 maggio 1899    | 6 maggio 1901                | 2 (1899, 1915)          |
| 10                |                   | Frank P. Frary               | 6 maggio 1901    | 1º maggio 1905               | 2 (1901, 1903)          |
| 11                |                   | John L. Sehon                | 1º maggio 1905   | 6 maggio 1907                | 1 (1905)                |
| 12                |                   | John F. Forward Sr.          | 6 maggio 1907    | 3 maggio 1909                | 1 (1907)                |
| 13                |                   | Grant Conard                 | 3 maggio 1909    | 1º maggio 1911               | 1 (1909)                |
| 14                |                   | James E. Wadham              | 1º maggio 1911   | 5 maggio 1913                | 1 (1911)                |
| 15                |                   | Charles F. O'Neall           | 5 maggio 1913    | 3 maggio 1915                | 1 (1913)                |
| 16                |                   | Edwin M. Capps               | 3 maggio 1915    | 7 maggio 1917                | 2 (1899, 1915)          |
| 17                |                   | Louis J. Wilde               | 7 maggio 1917    | 2 maggio 1921                | 2 (1917, 1919)          |
| 18                |                   | John L. Bacon                | 2 maggio 1921    | 2 maggio 1927                | 3 (1921, 1923, 1925)    |
| 19                |                   | Harry C. Clark               | 2 maggio 1927    | 4 maggio 1931                | 2 (1927, 1929)          |
| 20                |                   | Walter W. Austin             | 4 maggio 1931    | 2 maggio 1932                | 1 (1931)                |
| 21                |                   | John F. Forward Jr.          | 2 maggio 1932    | 2 agosto 1934 (dimessosi)    | 1⁄2 (1932)              |
| 22                |                   | Rutherford B. Irones         | 2 agosto 1934    | 1º febbraio 1935 (dimessosi) | —                       |
| —                 |                   | Albert W. Bennett ad interim | 1º febbraio 1935 | 6 maggio 1935                | —                       |
| 23                |                   | Percy J. Benbough            | 6 maggio 1935    | 4 novembre 1942 (deceduto)   | 1⁄2 (1935, 1939)        |
| —                 |                   | Fred W. Simpson ad interim   | 4 novembre 1942  | 30 novembre 1942 (dimessosi) | —                       |
| 24                |                   | Howard B. Bard               | 30 novembre 1942 | 3 maggio 1943                | —                       |
| 25                |                   | Harley E. Knox               | 3 maggio 1943    | 7 maggio 1951                | 2 (1943, 1947)          |
| 26                |                   | John D. Butler               | 7 maggio 1951    | 2 maggio 1955                | 1 (1951)                |
| 27                |                   | Charles Dail                 | 2 maggio 1955    | 2 dicembre 1963              | 2 (1955, 1959)          |
| 28                |                   | Frank Curran                 | 2 dicembre 1963  | 6 dicembre 1971              | 2 (1963, 1967)          |
| 29                |                   | Pete Wilson                  | 6 dicembre 1971  | 3 gennaio 1983 (dimessosi)   | 21⁄2 (1971, 1975, 1979) |
| —                 |                   | Bill Cleator ad interim      | 3 gennaio 1983   | 3 maggio 1983                | —                       |
| 30                |                   | Roger Hedgecock              | 3 maggio 1983    | 5 dicembre 1985 (dimessosi)  | 1⁄2 (1983, 1984)        |
| —                 |                   | Ed Struiksma ad interim      | 5 dicembre 1985  | 3 giugno 1986                | —                       |
| 31                |                   | Maureen O'Connor             | 3 giugno 1986    | 7 dicembre 1992              | 2 (1986, 1988)          |
| 32                |                   | Susan Golding                | 7 dicembre 1992  | 4 dicembre 2000              | 2 (1992, 1996)          |
| 33                |                   | Dick Murphy                  | 4 dicembre 2000  | 15 luglio 2005 (dimessosi)   | 1⁄2 (2000, 2004)        |
| —                 |                   | Michael Zucchet ad interim   | 15 luglio 2005   | 18 luglio 2005 (dimessosi)   | —                       |
| —                 |                   | Toni Atkins ad interim       | 18 luglio 2005   | 5 dicembre 2005              | —                       |
| 34                |                   | Jerry Sanders                | 5 dicembre 2005  | 3 dicembre 2012              | 2 (2005, 2008)          |
| 35                |                   | Bob Filner                   | 3 dicembre 2012  | 30 agosto 2013 (dimessosi)   | 1⁄2 (2012)              |
| —                 |                   | Todd Gloria ad interim       | 30 agosto 2013   | 3 marzo 2014                 | —                       |
| 36                |                   | Kevin Faulconer              | 3 marzo 2014     | 10 dicembre 2020             | 2 (2013-2014, 2016)     |
| 37                |                   | Todd Gloria                  | 10 dicembre 2020 | in carica                    | 1 (2020)                |